# Jack Johnson (ishockeyspelare)
John Joseph Louis "Jack" Johnson III, född 13 januari 1987 i Indianapolis, Indiana, är en amerikansk professionell ishockeyback som spelar för Colorado Avalanche i NHL.
Han har tidigare spelat på NHL-nivå för Pittsburgh Penguins, Columbus Blue Jackets och Los Angeles Kings.
Johnson skrev som free agent på ett femårskontrakt värt 16,25 miljoner dollar med Pittsburgh Penguins den 1 juli 2018.

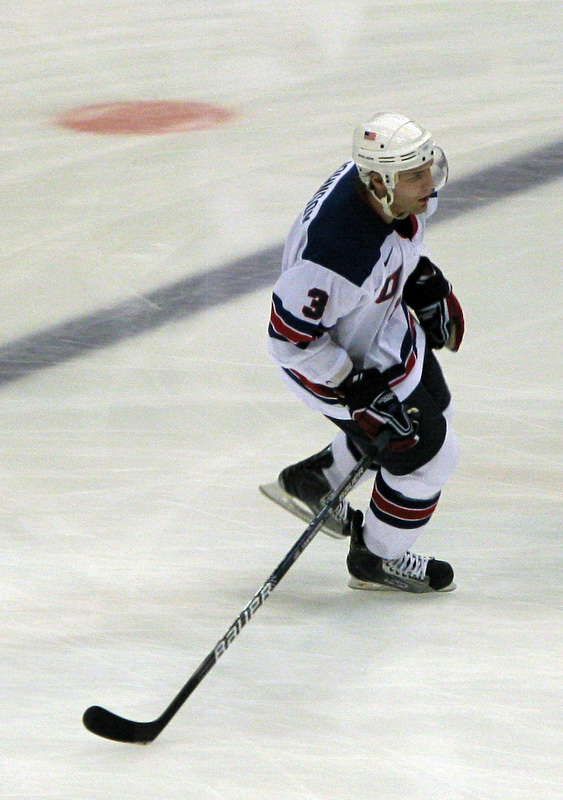
Jack Johnson i OS 2010 i Vancouver.

## Statistik

### Klubbkarriär
| 2005–06     | Michigan Wolverines   | CCHA        | 38  | 10 | 22  | 32  | 149 | —  | — | —  | —  | —  |
| 2006–07     | Michigan Wolverines   | CCHA        | 36  | 16 | 23  | 39  | 83  | —  | — | —  | —  | —  |
| 2006–07     | Los Angeles Kings     | NHL         | 5   | 0  | 0   | 0   | 18  | —  | — | —  | —  | —  |
| 2007–08     | Los Angeles Kings     | NHL         | 74  | 3  | 8   | 11  | 76  | —  | — | —  | —  | —  |
| 2008–09     | Los Angeles Kings     | NHL         | 41  | 6  | 5   | 11  | 46  | —  | — | —  | —  | —  |
| 2009–10     | Los Angeles Kings     | NHL         | 80  | 8  | 28  | 36  | 48  | 6  | 0 | 7  | 7  | 6  |
| 2010–11     | Los Angeles Kings     | NHL         | 82  | 5  | 37  | 42  | 44  | 6  | 1 | 4  | 5  | 0  |
| 2011–12     | Los Angeles Kings     | NHL         | 61  | 8  | 16  | 24  | 24  | —  | — | —  | —  | —  |
| 2011–12     | Columbus Blue Jackets | NHL         | 21  | 4  | 10  | 14  | 15  | —  | — | —  | —  | —  |
| 2012–13     | Columbus Blue Jackets | NHL         | 44  | 5  | 14  | 19  | 12  | —  | — | —  | —  | —  |
| 2013–14     | Columbus Blue Jackets | NHL         | 82  | 5  | 28  | 33  | 48  | 6  | 4 | 3  | 7  | 4  |
| 2014–15     | Columbus Blue Jackets | NHL         | 79  | 8  | 32  | 40  | 44  | —  | — | —  | —  | —  |
| 2015–16     | Columbus Blue Jackets | NHL         | 60  | 6  | 8   | 14  | 25  | —  | — | —  | —  | —  |
| 2016–17     | Columbus Blue Jackets | NHL         | 82  | 5  | 18  | 23  | 32  | 5  | 1 | 1  | 2  | 0  |
| 2017–18     | Columbus Blue Jackets | NHL         | 77  | 3  | 8   | 11  | 22  | 0  | 0 | 0  | 0  | 0  |
| 2018–19     | Pittsburgh Penguins   | NHL         | —   | —  | —   | —   | —   | —  | — | —  | —  | —  |
| CCHA totalt | CCHA totalt           | CCHA totalt | 74  | 26 | 45  | 71  | 232 | —  | — | —  | —  | —  |
| NHL totalt  | NHL totalt            | NHL totalt  | 788 | 66 | 212 | 278 | 454 | 23 | 5 | 16 | 21 | 10 |

### Internationellt
| År            | Lag           | Turnering     |    | Matcher | Mål | Assist | Poäng | Utv |
| ------------- | ------------- | ------------- | -- | ------- | --- | ------ | ----- | --- |
| 2004          | USA           | U18-VM        | 6  | 2       | 0   | 2      | 18    |     |
| 2005          | USA           | U18-VM        | 6  | 0       | 2   | 2      | 35    |     |
| 2006          | USA           | JVM           | 7  | 1       | 5   | 6      | 45    |     |
| 2007          | USA           | JVM           | 7  | 3       | 0   | 3      | 14    |     |
| 2007          | USA           | VM            | 7  | 1       | 0   | 1      | 0     |     |
| 2009          | USA           | VM            | 9  | 5       | 2   | 7      | 10    |     |
| 2010          | USA           | OS            | 6  | 0       | 1   | 1      | 2     |     |
| 2010          | USA           | VM            | 6  | 0       | 3   | 3      | 4     |     |
| 2011          | USA           | VM            | 7  | 1       | 2   | 3      | 8     |     |
| 2012          | USA           | VM            | 8  | 3       | 1   | 4      | 16    |     |
| Junior totalt | Junior totalt | Junior totalt | 26 | 6       | 7   | 13     | 112   |     |
| Senior totalt | Senior totalt | Senior totalt | 43 | 10      | 9   | 19     | 40    |     |